# قائمة قرارات مجلس الأمن التابع للأمم المتحدة لعام 1952
تتضمن قائمة قرارات مجلس الأمن التابع للأمم المتحدة لعام 1952 جميع القرارات الصادرة عن مجلس الأمن التابع للأمم المتحدة خلال العام 1952.

## القائمة
| رقم القرار | الرمز           | نص القرار                         | موضوع القرار            |
| ---------- | --------------- | --------------------------------- | ----------------------- |
| 97         | S/RES/97 (1952) | نص الوثيقة على موقع الأمم المتحدة | التظيم والحد من الأسلحة |
| 98         | S/RES/98 (1952) | نص الوثيقة على موقع الأمم المتحدة | مسألة الهند وباكستان    |

## المرجع
1. ↑  "Security Council Resolutions" (بالإنجليزية). الأمم المتحدة. Archived from the original on 2018-07-25. Retrieved 22 شباط / فبراير 2017. {{استشهاد ويب}}: تحقق من التاريخ في: |تاريخ الوصول= (help)